# Mirollia beybienkoi
Mirollia beybienkoi är en insektsart som beskrevs av Andrej Vasiljevitj Gorochov 1998. Mirollia beybienkoi ingår i släktet Mirollia och familjen vårtbitare. Inga underarter finns listade i Catalogue of Life.